# Neocordulia gaucha
Neocordulia gaucha – gatunek ważki z rodziny Synthemistidae. Znany tylko z jednego okazu – samca odłowionego w grudniu 1995 roku jako larwa i trzymanego w laboratorium aż do przeobrażenia w postać dorosłą. Miejsce typowe to gmina Soledade w stanie Rio Grande do Sul w południowej Brazylii.